# 71 Pułk Piechoty (austro-węgierski)

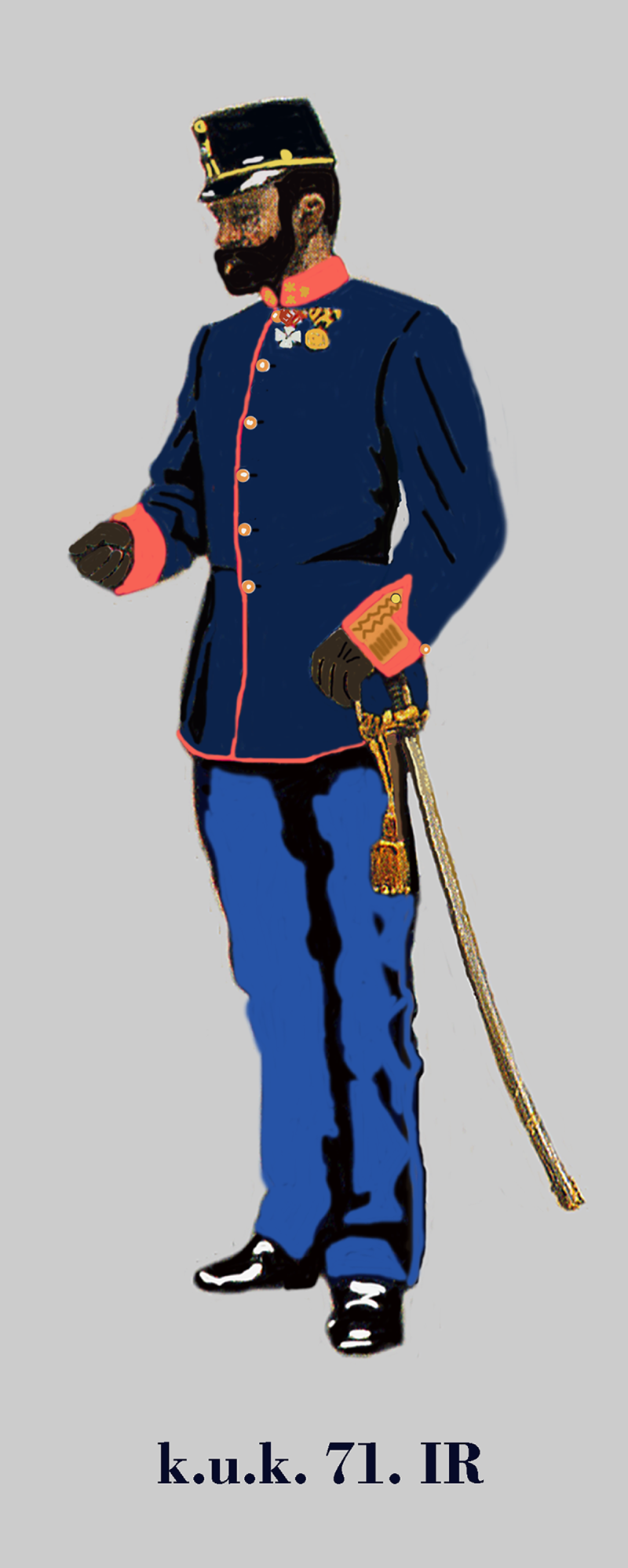
Kapitan IR. 71 w mundurze służbowym

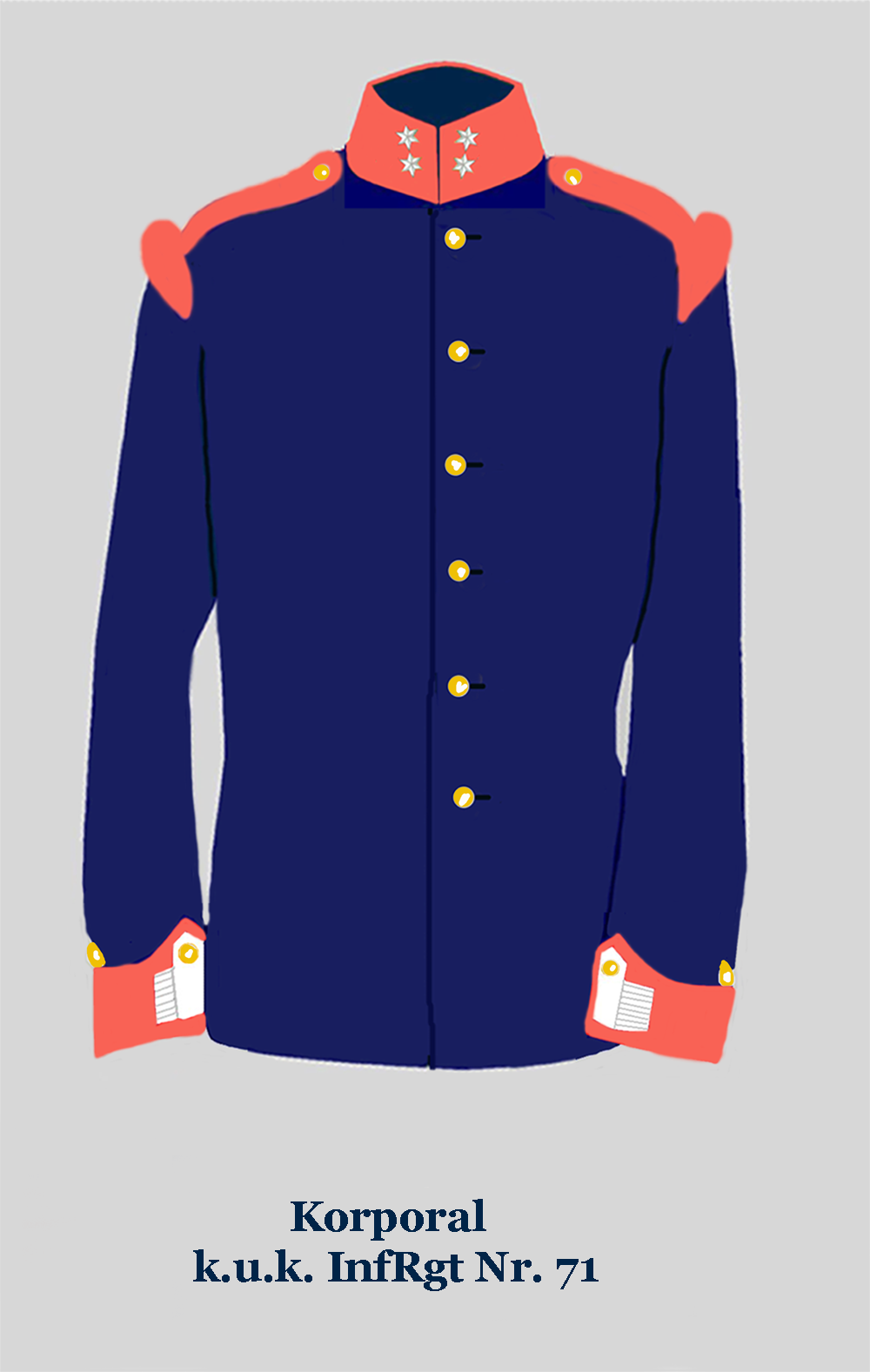
Kurtka munduru kaprala IR. 71

Węgierski Pułk Piechoty Nr 71 (IR. 71) – pułk piechoty cesarskiej i królewskiej Armii.

## Historia pułku
Pułk został utworzony 1 lutego 1860 roku z połączenia trzech batalionów wyłączonych z Liniowych Pułków Piechoty Nr: 8, 12 i 54. 
Okręg uzupełnień nr 71 Trenczyn (węg. Trencsén) na terytorium 5 Korpusu.
Kolejnymi szefami pułku byli: 
- wielki książę Toskanii i generał kawalerii Leopold II (1860 – †29 I 1870),
- FZM Rudolf von Rossbacher (1870 – †19 III 1886),
- GFM Helmuth Karl Bernhard von Moltke (1889 – †24 IV 1891),
- GdI Anton Galgótzy (od 1891).

W latach 1860–1868 drugim szefem pułku był tytularny generał kawalerii Moritz Heinrich von Boyneburg-Lengsfeld.
Kolory pułkowe: czerwony (krebsrot), guziki złote.
Skład narodowościowy w 1914 roku 85% – Słowacy.
W 1866 roku sztab pułku stacjonował w Terezinie (niem. Theresienstadt), natomiast Główna Stacja Okręgu Uzupełnień i kancelaria rachunkowa pozostawała w Trenczynie.
W 1873 roku sztab pułku stacjonował w Brnie wszystkie bataliony w Trenczynie.
W latach 1903–1914 komenda pułku razem 2. i 3. batalionem stacjonowała w Trenczynie, 1. batalion w Trnawie (węg. Nagyszombat), natomiast 4. batalion był detaszowany do Crkvice (1903 i 1905–1906) oraz Budvie (wł. Budua) (1904), a w latach 1907–1914 stacjonował w Bratysławie (weg. Pozsony). Cały pułk wchodził w skład 27 Brygady Piechoty należącej do 14 Dywizji Piechoty.

## Komendanci pułku
- płk Heinrich Widenmann (1860[1]–1866 → brygadier 15 Dywizji[6])
- płk Emanuel du Hamel de Querlonde (1866[4] – )
- płk Eduard van der Sloot (1873)
- płk Michael Tisljar (1903–1904)
- płk Franz Rukavina von Vezinovac (1905)
- płk Karl Canic de Starigrad (1906–1909)
- płk Felix Unschuld von Melasfeld (1910–1914[2])
- płk Friedrich von Tilzer (1914)